# Basbousa
Basbousa nebo Hareeseh, neboli Nammoura (arabsky بسبوسة‎), je tradiční sladký dezert ze Středního východu. Vyrábí se z krupicového těsta a sladí pomerančovou vodou. Koláč se podává v arabské kuchyni, turecké kuchyni, řecké kuchyni, arménské kuchyni, izraelské kuchyni a mnoha dalších.